# Црни вргањ
Црни или љетни вргањ (лат. Boletus aereus Bull. ex Fr) јестива је врста гљиве која расте у субмедитерански крајевима од маја до септембра, а у унутрашњости од јуна до октобра. Може се наћи поред храстова, питомих кестенова и букви, на врућим и више од пола дана Сунцу изложеним, полажајима. У низијским и субмедитеранским крајевима није риједак док га на вишим стаништима има само на јужним падинама. Често се нађе на сред шумске стазе, у групама од по 2- 4 јединке. Најбоље успијева у Херцеговини, али и шира околина Загреба му прија.

## Клобук
Клобук величине 5-16 cm. Полулоптастог је облика и јастучаст, у старости може бити и спљоштен. Крај је окренут надоље са кожицом која га прераста, а у старости је обрнуто. Кожица је њежна, касније огољела али увијек сува и без сјаја. Површина је тамносмеђе боје попут чоколаде, а одоздо пробијају свијетли дијелови. Могу се појавити маслинаста и љубичаста боја.

## Цјевчице
Цјевчице дужине 8-30 mm, са јарком око стручка. Мутнобијеле, зеленожуте и на крају жутомаслинасте боје.

## Поре
Поре су ситне, испод 0,5 mm. У почетку зачепљене, послије округласте. По боји су исте као и цјевчице гледане на пресјеку.

## Отисак спора
Отисак спора је маслинастосмеђе боје.

## Стручак
Стручак величине од 5-10/2-4-(6) cm, већином облика бурета посебно млађи. Може бити трбушаст али у дну задебљан, а према горе је ужи. У основи је бијели или кожнатосмеђи, поривен ситним црвенкастим жилицама тако густо да се чини истобојним клобуком. Жилице се у горњем дијелу укрштају под правим углом тако да у тој зони праве мрежицу. Мрежица је често слабо уочљива.

## Месо
Месо је дебело, тврдо и на ваздуху је непромјенљиво. Укус је благ, скоро сладак. Мирис фин, подсјећа на ароматичне траве. На Сунцу понекад мирише на тамјан, а при сушењу на кумарин.

## Хемијске реакције
На  мало посмеђи. На 4 мало позелени. На 3 никако не реагује.

## Микроскопија
Споре боје меда, неправилно вретенасте, најшире на доњој трећини: 11-17/4-6 mi.

## Сличне врсте
Због његове црвенкасте мрежице често се може замијенити са црвеним вргањем (лат. Boletus pinophilus Pil. et Der.). И та гљива припада групи правилних вргања којих данас има девет.

## Галерија
- Печат Молдавије
- Црни вргањ
- Пресјек црног вргња
- Aereusisle
- Црни вргањ, Италија
- Boletus aereus